# بئور، راولپندی
بئور (به انگلیسی: Beor) یک روستا در پاکستان است که در پنجاب واقع شده‌است.